# 天津市抗震纪念碑
天津市抗震纪念碑建于1986年7月28日唐山大地震十周年纪念日这一天，坐落于中国天津市和平区南京路、成都道与河北路交汇的三角地带。是天津市人民政府为纪念1976年7月28日3时42分发生的唐山大地震中死亡的2.42万人。

## 历史
1986年4月唐山大地震十周年纪念日前夕，时任天津市市长李瑞环提议建立一个抗震纪念碑，并在天津市全市征集方案，当时，天津大学建筑系的一个方案中标，天津市人民政府便将设计任务交给天津大学建筑设计院，天津大学建筑设计研究院工程师陈宝长任设计师，设计纪念碑的结构。在基础方面，纪念碑浇铸为钢筋混凝土，基础11米高，纪念碑顶尖为数百块整块花岗岩。材料从山东省济南市运来，由北京市的相关单位负责拼装。1986年7月28日，天津市抗震纪念碑竣工。

## 设计
天津市抗震纪念碑的碑体由四片直角三角形的花岗岩拱立而成，为金字塔形，下宽上窄，寓意智慧、力量、前景展望，四个支撑表示稳定、来自四面八方的支援，同时也寓意感谢四面八方对天津的支援。全高19.76米，象征唐山大地震发生时间1976年。纪念碑从各个方面看上去都是一个“人”字形，从空中看就是一个“十”字形。这样的设计寓意人定胜天，体现人民的力量能够重建家园，建设新天津。纪念碑的顶端有三个人物分别代表工人、农民、士兵。

## 铭文
公元一九七六年七月二十八日凌晨三时四十二分，河北省唐山发生七点八级大地震，强烈震波摇撼津门。十一月十五日二十一时五十三分，复发强烈余震。震中在天津市宁河县，震级六点九级，烈度八度。震灾肆虐，造成巨害，使四千一百二十二万平方米房屋严重损坏，两万四千二百九十六人惨遭不幸，上百万人民露宿街头，数十亿财产毁为瓦砾。天津人民在中国共产党的领导下，在各省、市、自治区和人民解放军的支援下，面对劫难，巍然屹立，以人定胜天的坚定信念，奋起投入抗灾斗争，在余震频仍之际，先人后已，抢救群众，舍生忘死，排除险情，迅速恢复生产，社会秩序井然。十年来，全市人民在中央关怀与支持下，奋回天之力，消灭震痕；树再造之功，重建家园。幢幢楼厦，千姿百态，耸立于海河两岸；片片园林，争奇斗艳，织绵于新宇之间。经济建设发展，人民生活提高，城乡面貌改观，一个文明、整洁、美丽之新天津正展现面前。英雄业绩，惊天动地，众志成城，汗青炳著。渤海远，燕山长，救灾抗震，难忘往昔之艰辛；利国福民，端赖今后之努力。特立碑志念，用昭后昆。

天津市人民政府 

一九八六年七月